# Kullhån
Kullhån är en sjö i Malung-Sälens kommun och Älvdalens kommun i Dalarna och ingår i Dalälvens huvudavrinningsområde. Sjön är 3 meter djup, har en yta på 1,32 kvadratkilometer och är belägen 440 meter över havet. Sjön avvattnas av vattendraget Horrmundsvallen (Björnån).

## Delavrinningsområde
Kullhån ingår i det delavrinningsområde (680618-136422) som SMHI kallar för Utloppet av Kullhån. Medelhöjden är 444 meter över havet och ytan är 4,93 kvadratkilometer. Räknas de 26 avrinningsområdena uppströms in blir den ackumulerade arean 251,15 kvadratkilometer. Horrmundsvallen (Björnån) som avvattnar avrinningsområdet har biflödesordning 3, vilket innebär att vattnet flödar genom totalt 3 vattendrag innan det når havet efter 480 kilometer. Avrinningsområdet består mestadels av skog (28 procent) och sankmarker (36 procent). Avrinningsområdet har 1,32 kvadratkilometer vattenytor vilket ger det en sjöprocent på 26,7 procent.